# Höllwald bei Rodenbach
Das Naturschutzgebiet Höllwald bei Rodenbach liegt auf dem Gebiet der Stadt Gersfeld (Rhön) im osthessischen Landkreis Fulda.
Das Gebiet erstreckt sich östlich von Rodenbach und südöstlich von Mosbach – beide Ortsteile von Gersfeld – direkt an der östlich verlaufenden Landesgrenze zu Bayern. Westlich des Gebietes verläuft die B 279, nördlich die Landesstraße L 3396 und östlich die B 278. Im Gebiet erhebt sich die 894 Meter hohe Hohe Hölle.

## Bedeutung
Das 32,65 ha große Gebiet steht seit dem Jahr 2012 unter der Kennung 1631044 unter Naturschutz.